# ワンダーパヒューム
ワンダーパヒュームは、日本の競走馬。1995年に行われた第55回桜花賞を優勝したが、翌1996年にレース中の故障で安楽死となった。
※年齢は旧表記

## 戦歴

### 4歳
ワンダーパヒュームは1995年1月8日、京都の新馬戦で1番人気だったのちのGI4勝馬マヤノトップガンを抑えて勝ち上がった。
パヒュームはその後、寒梅賞（500万下条件）3着、アネモネステークス（桜花賞トライアルのオープン特別）2着を経て、1995年4月9日桜花賞に出走した。公営・笠松競馬所属の競走馬ライデンリーダーが注目を集め、ダンスパートナーやプライムステージといった有力馬がいる中、パヒュームは1勝馬であることもあり7番人気に留まる。レースでは初騎乗となった田原成貴の手綱に導かれて、ダンスパートナーらの追撃を振り切り、優勝した。パヒュームの優勝タイムである1分34秒4は当時の桜花賞レコードであった。
続くオークスでは、桜花賞勝ちがフロック視されたうえ、短距離向きの血統であることからパヒュームは7番人気に甘んじた。だが、パヒュームは低評価を覆し、3着と健闘した。
秋はローズステークス4着からエリザベス女王杯に出走したが16着と惨敗。続く阪神牝馬特別でも10着に敗れ、この年を終えた。

### 最期
翌1996年1月28日、古馬になったパヒュームは引退を賭けて、前年の桜花賞と同じ京都競馬場の芝1600メートルで行われる京都牝馬特別に出走した。ここ2戦惨敗が続いていたパヒュームは適距離であることから2番人気に支持された。ところが、パドックを見ていた解説の大川慶次郎は「パヒュームは明らかに調子が良くない」とパヒュームの調子を不安視していた。
大川の予言は最悪な形で的中することになる。パヒュームはレース中に3コーナー過ぎで故障し、競走を中止してしまう。診断の結果、左前脚複雑骨折を発症していたパヒュームは予後不良と診断され、安楽死の措置が採られた。
パヒュームの墓は故郷、浦河町の信岡牧場にある。

### 死後
パヒュームの死から3年後、全弟のワンダーファングがスプリングステークスを勝利し、クラシック戦線を賑わせたが、障害転向後の三木ホースランドパークジャンプステークスで故障発生し、予後不良となっている。

## 競走成績
| 年月日     | 競馬場 | 競走名           | 格      | 頭数 | オッズ （人気） | オッズ （人気） | 着順 | 騎手     | 斤量 [kg] | 距離（状態）  | タイム （上り3F） | タイム 差 | 勝ち馬/（2着馬）       |
| ---------- | ------ | ---------------- | ------- | ---- | --------------- | --------------- | ---- | -------- | --------- | ------------- | ----------------- | --------- | ---------------------- |
| 1995.01.08 | 京都   | 4歳新馬          |         | 10   | 05.7            | （2人）         | 01着 | 四位洋文 | 53        | ダ1200m（良） | 1:13.8 (36.0)     | -0.1      | （タマビッグエックス） |
| 0000.02.05 | 京都   | 寒梅賞           | 500万下 | 11   | 02.8            | （1人）         | 03着 | 四位洋文 | 53        | ダ1400m（良） | 1:27.0 (38.7)     | -0.1      | ダンツシュアー         |
| 0000.03.04 | 京都   | アネモネS        | OP      | 13   | 06.6            | （4人）         | 02着 | 四位洋文 | 54        | 芝1400m（良） | 1:22.7 (35.4)     | -0.0      | ヤングエブロス         |
| 0000.04.09 | 京都   | 桜花賞           | GI      | 18   | 21.3            | （7人）         | 01着 | 田原成貴 | 55        | 芝1600m（稍） | 1:34.4 (35.8)     | -0.0      | （ダンスパートナー）   |
| 0000.05.21 | 東京   | 優駿牝馬         | GI      | 18   | 14.5            | （7人）         | 03着 | 田原成貴 | 55        | 芝2400m（良） | 2:27.3 (36.0)     | -0.6      | ダンスパートナー       |
| 0000.10.22 | 京都   | ローズS          | GII     | 16   | 06.5            | （3人）         | 04着 | 田原成貴 | 55        | 芝2000m（良） | 2:01.6 (34.8)     | -0.4      | サイレントハピネス     |
| 0000.11.12 | 京都   | エリザベス女王杯 | GI      | 18   | 07.6            | （4人）         | 16着 | 田原成貴 | 55        | 芝2400m（良） | 2:28.3 (35.2)     | -1.1      | サクラキャンドル       |
| 0000.12.17 | 阪神   | 阪神牝馬特別     | GII     | 12   | 18.6            | （8人）         | 10着 | 田原成貴 | 55        | 芝2000m（良） | 2:01.4 (36.3)     | -1.1      | サマニベッピン         |
| 1996.01.28 | 京都   | 京都牝馬特別     | GIII    | 12   | 06.5            | （2人）         | 中止 | 田原成貴 | 55        | 芝1600m（良） |                   |           | ショウリノメガミ       |

## 血統表
| ワンダーパヒュームの血統               | ワンダーパヒュームの血統         | ワンダーパヒュームの血統               | （血統表の出典）              | （血統表の出典） |
| 父系                                   | ヌレイエフ系                     | ヌレイエフ系                           | ヌレイエフ系                  | [ § 2 ]          |
| 父 *フォティテン Fotitieng 1984 黒鹿毛 | 父の父Nureyev 1977 鹿毛          | Northern Dancer                        | Nearctic                      | Nearctic         |
| 父 *フォティテン Fotitieng 1984 黒鹿毛 | 父の父Nureyev 1977 鹿毛          | Northern Dancer                        | Natalma                       |                  |
| 父 *フォティテン Fotitieng 1984 黒鹿毛 | 父の父Nureyev 1977 鹿毛          | Special                                | Forli                         | Forli            |
| 父 *フォティテン Fotitieng 1984 黒鹿毛 | 父の父Nureyev 1977 鹿毛          | Special                                | Thong                         |                  |
| 父 *フォティテン Fotitieng 1984 黒鹿毛 | 父の母Dry Fly 1977 鹿毛          | Mill Reef                              | Never Bend                    | Never Bend       |
| 父 *フォティテン Fotitieng 1984 黒鹿毛 | 父の母Dry Fly 1977 鹿毛          | Mill Reef                              | Milan Mill                    |                  |
| 父 *フォティテン Fotitieng 1984 黒鹿毛 | 父の母Dry Fly 1977 鹿毛          | Gay Missile                            | Sir Gaylord                   | Sir Gaylord      |
| 父 *フォティテン Fotitieng 1984 黒鹿毛 | 父の母Dry Fly 1977 鹿毛          | Gay Missile                            | Missy Baba                    |                  |
| 母 ラブリースター 1979 鹿毛            | 母の父トウショウボーイ 1973 鹿毛 | *テスコボーイ Tesco Boy                | Princely Gift                 | Princely Gift    |
| 母 ラブリースター 1979 鹿毛            | 母の父トウショウボーイ 1973 鹿毛 | *テスコボーイ Tesco Boy                | Suncourt                      |                  |
| 母 ラブリースター 1979 鹿毛            | 母の父トウショウボーイ 1973 鹿毛 | *ソシアルバターフライ Social Butterfly | Your Host                     | Your Host        |
| 母 ラブリースター 1979 鹿毛            | 母の父トウショウボーイ 1973 鹿毛 | *ソシアルバターフライ Social Butterfly | Wisteria                      |                  |
| 母 ラブリースター 1979 鹿毛            | 母の母グッドサファイア 1971 鹿毛 | *ロムルス Romulus                      | Ribot                         | Ribot            |
| 母 ラブリースター 1979 鹿毛            | 母の母グッドサファイア 1971 鹿毛 | *ロムルス Romulus                      | Arietta                       |                  |
| 母 ラブリースター 1979 鹿毛            | 母の母グッドサファイア 1971 鹿毛 | クラツクリユウ                         | *ヒンドスタン                 | *ヒンドスタン    |
| 母 ラブリースター 1979 鹿毛            | 母の母グッドサファイア 1971 鹿毛 | クラツクリユウ                         | *フレーミングファイア         |                  |
| 母系(F-No.)                            | プリンスリーギフト系(FN:10-a)    | プリンスリーギフト系(FN:10-a)          | プリンスリーギフト系(FN:10-a) | [ § 3 ]          |
| 5代内の近親交配                        | Nasrullah5×5=6.25%               | Nasrullah5×5=6.25%                     | Nasrullah5×5=6.25%            | [ § 4 ]          |
| 出典                                   | 1. 2. 3. 4.                      | 1. 2. 3. 4.                            | 1. 2. 3. 4.                   | 1. 2. 3. 4.      |

父フォティテンはフランスで走り、通算10戦2勝。G3シェーヌ賞勝ち。
祖父ヌレイエフについては同馬の項を参照。
母ラブリースターは「天馬」と賞された名種牡馬トウショウボーイの初年度産駒で、通算31戦6勝。4歳時にエリザベス女王杯3着、5歳時に金鯱賞と北九州記念に優勝している 。5歳時の主戦騎手が田原成貴であった。
全兄ワンダーワイルは中央競馬で4勝。
全弟ワンダーファングはスプリングステークス優勝など中央競馬で4勝（うち障害1勝）。